# British Home Championship 1971
De British Home Championship van 1971 was de 76e editie van de British Home Championship. Het voetbaltoernooi werd gehouden van 15 tot en met 22 mei 1971. Engeland werd kampioen.

## Eindstand
| Team          | Gsp | W | G | V | DV | DT | DS | Ptn |
| ------------- | --- | - | - | - | -- | -- | -- | --- |
| Engeland      | 3   | 2 | 1 | 0 | 4  | 1  | +3 | 5   |
| Noord-Ierland | 3   | 2 | 0 | 1 | 2  | 1  | +1 | 4   |
| Wales         | 3   | 0 | 2 | 1 | 0  | 1  | –1 | 2   |
| Schotland     | 3   | 0 | 1 | 2 | 1  | 4  | –3 | 1   |

## Wedstrijden
|                                                  |               |                  |          |                                                                                     |
| 15 mei 1971 «onderlinge duels» 15:00 uur (UTC+1) | Noord-Ierland | 0 – 1            | Engeland | Windsor Park, Belfast Toeschouwers: 33.000 Scheidsrechter: Alistair MacKenzie (SCO) |
| 15 mei 1971 «onderlinge duels» 15:00 uur (UTC+1) |               | 80' Allan Clarke |          | Windsor Park, Belfast Toeschouwers: 33.000 Scheidsrechter: Alistair MacKenzie (SCO) |

|                                                  |       |       |           |                                                                             |
| 15 mei 1971 «onderlinge duels» 15:00 uur (UTC+1) | Wales | 0 – 0 | Schotland | Ninian Park, Cardiff Toeschouwers: 19.068 Scheidsrechter: Jack Taylor (ENG) |
| 15 mei 1971 «onderlinge duels» 15:00 uur (UTC+1) |       |       |           | Ninian Park, Cardiff Toeschouwers: 19.068 Scheidsrechter: Jack Taylor (ENG) |

|                                                  |           |                       |               |                                                                               |
| 18 mei 1971 «onderlinge duels» 20:00 uur (UTC+1) | Schotland | 0 – 1                 | Noord-Ierland | Hampden Park, Glasgow Toeschouwers: 31.643 Scheidsrechter: Clive Thomas (WAL) |
| 18 mei 1971 «onderlinge duels» 20:00 uur (UTC+1) |           | 14' (e.d.) John Greig |               | Hampden Park, Glasgow Toeschouwers: 31.643 Scheidsrechter: Clive Thomas (WAL) |

|                                                  |          |       |       |                                                                                   |
| 19 mei 1971 «onderlinge duels» 19:45 uur (UTC+1) | Engeland | 0 – 0 | Wales | Wembley Stadium, Londen Toeschouwers: 70.000 Scheidsrechter: Malcolm Wright (NIR) |
| 19 mei 1971 «onderlinge duels» 19:45 uur (UTC+1) |          |       |       | Wembley Stadium, Londen Toeschouwers: 70.000 Scheidsrechter: Malcolm Wright (NIR) |

|                                                  |                                                        |       |                 |                                                                                 |
| 22 mei 1971 «onderlinge duels» 15:00 uur (UTC+1) | Engeland                                               | 3 – 1 | Schotland       | Wembley Stadium, Londen Toeschouwers: 91.469 Scheidsrechter: Jef Dorpmans (NED) |
| 22 mei 1971 «onderlinge duels» 15:00 uur (UTC+1) | Martin Peters 9' Martin Chivers 30' Martin Chivers 40' |       | 11' Hugh Curran | Wembley Stadium, Londen Toeschouwers: 91.469 Scheidsrechter: Jef Dorpmans (NED) |

|                                                  |                    |       |       |                                                                            |
| 22 mei 1971 «onderlinge duels» 15:00 uur (UTC+1) | Noord-Ierland      | 1 – 0 | Wales | Windsor Park, Belfast Toeschouwers: 23.000 Scheidsrechter: Ken Burns (ENG) |
| 22 mei 1971 «onderlinge duels» 15:00 uur (UTC+1) | Bryan Hamilton 27' |       |       | Windsor Park, Belfast Toeschouwers: 23.000 Scheidsrechter: Ken Burns (ENG) |